# Клир Лејк (Индијана)
Клир Лејк (енгл. Clear Lake) град је у америчкој савезној држави Индијана.

## Демографија
По попису из 2010. године број становника је 339, што је 95 (38,9%) становника више него 2000. године.
| Група             | 2000.       | 2010.       |
| Белци             | 241 (98,8%) | 333 (98,2%) |
| Афроамериканци    | 0 (0,0%)    | 0 (0,0%)    |
| Азијати           | 1 (0,4%)    | 3 (0,9%)    |
| Хиспаноамериканци | 0 (0,0%)    | 2 (0,6%)    |
| Укупно            | 244         | 339         |